# Free Magic
〈Free Magic〉는 WAG의 두 번째 싱글로 이번작품으로 메이저 데뷔를 달성한다. CD 코드는 GZDA-1013. 

## 개요
1999년 10월 14일 발매. 메이저 데뷔 싱글로 첫 TV 애니메이션 타이업 곡이다.
현재 가넷 크로우의 멤버인 아즈키 나나와 후루이 히로히토가 관계하고 있는 작품은 딘의 〈머나먼 미래에〉 이래로 아즈키 나나와 루마니아 몬테비데오의 미요시 마코토가 종사하고 있는 작품은 WANDS의 〈「오늘, 뭔가의 힘으로 살아가고 있어」〉 이래이다. 

## 수록곡
1. Free Magic
  - 작사: 아즈키 나나, 작곡: 미요시 마코토, 편곡: 후루이 히로히토
2. Nil
  - 작사 · 작곡 · 편곡: WAG
3. Free Magic (Inst.)

## 타이업
요미우리 TV 닛폰 TV계 전국 넷 《명탐정 코난》 여덟 번째 닫는 곡 (#1)
| TV 애니메이션 《명탐정 코난》 닫는 곡 1999년 7월 19일 (153화) ~ 2000년 2월 7일 (179화) |                    |                                             |
| 이전 곡: 루마니아 몬테비데오 〈Still for your love〉                                   | WAG 〈Free Magic〉 | 다음 곡: 쿠라키 마이 〈Secret of my heart〉 |